# Saint-Avit (Drôme)
Saint-Avit is een gemeente in het Franse departement Drôme (regio Auvergne-Rhône-Alpes) en telt 242 inwoners (1999). De plaats maakt deel uit van het arrondissement Valence.

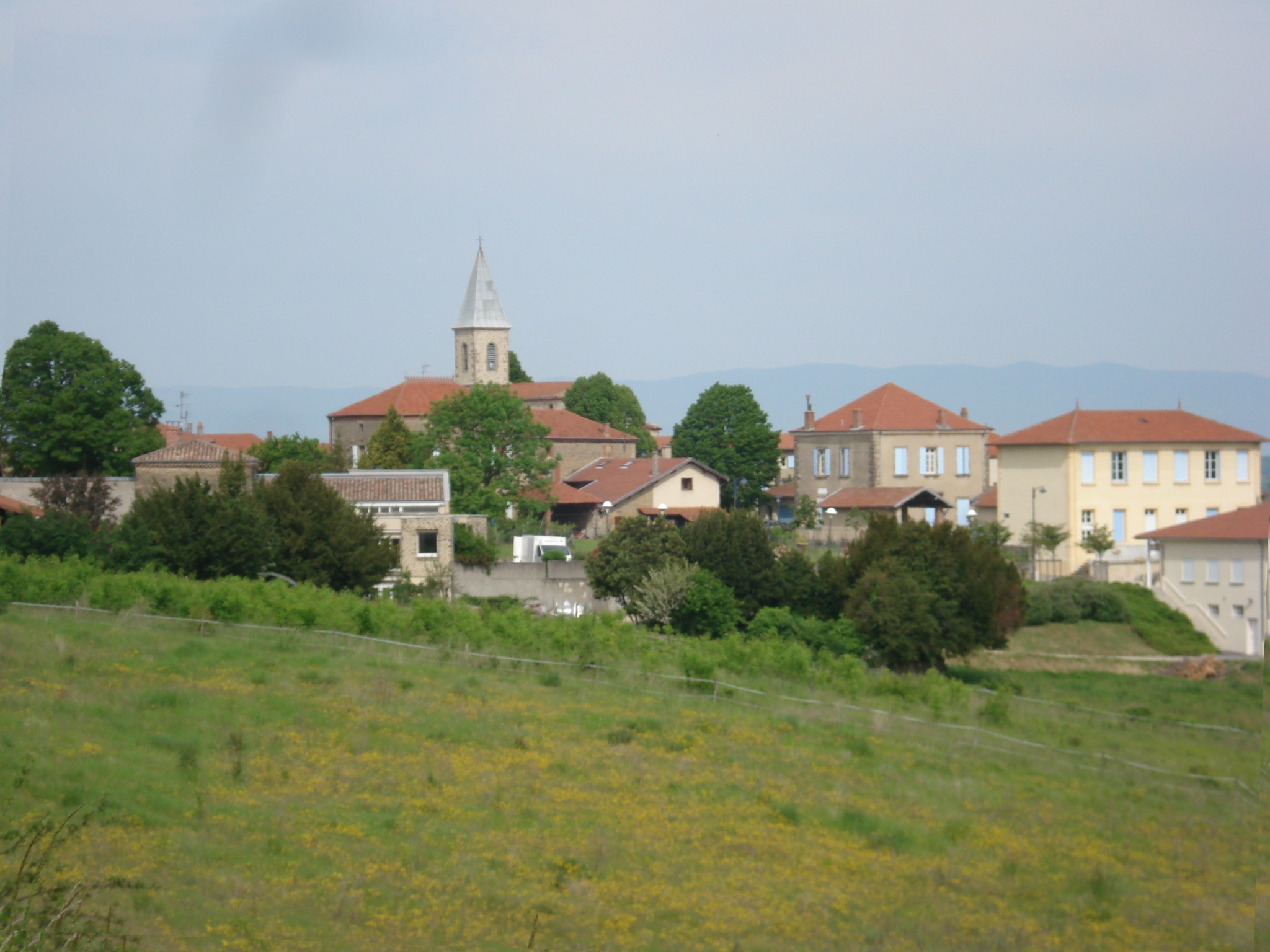
Saint-Avit
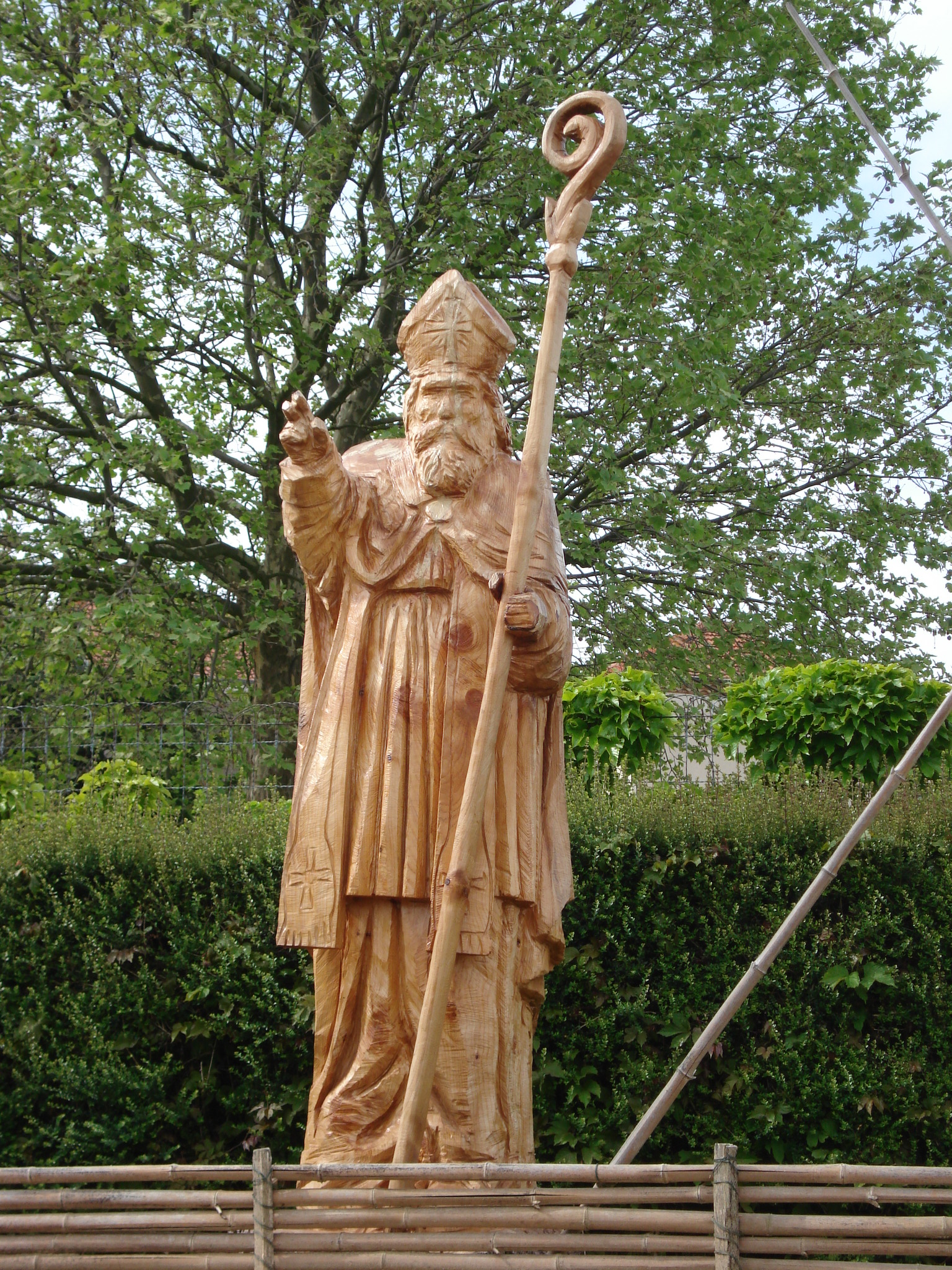
Standbeeld van St. Avit

## Geografie
De oppervlakte van Saint-Avit bedraagt 8,8 km², de bevolkingsdichtheid is 27,5 inwoners per km².

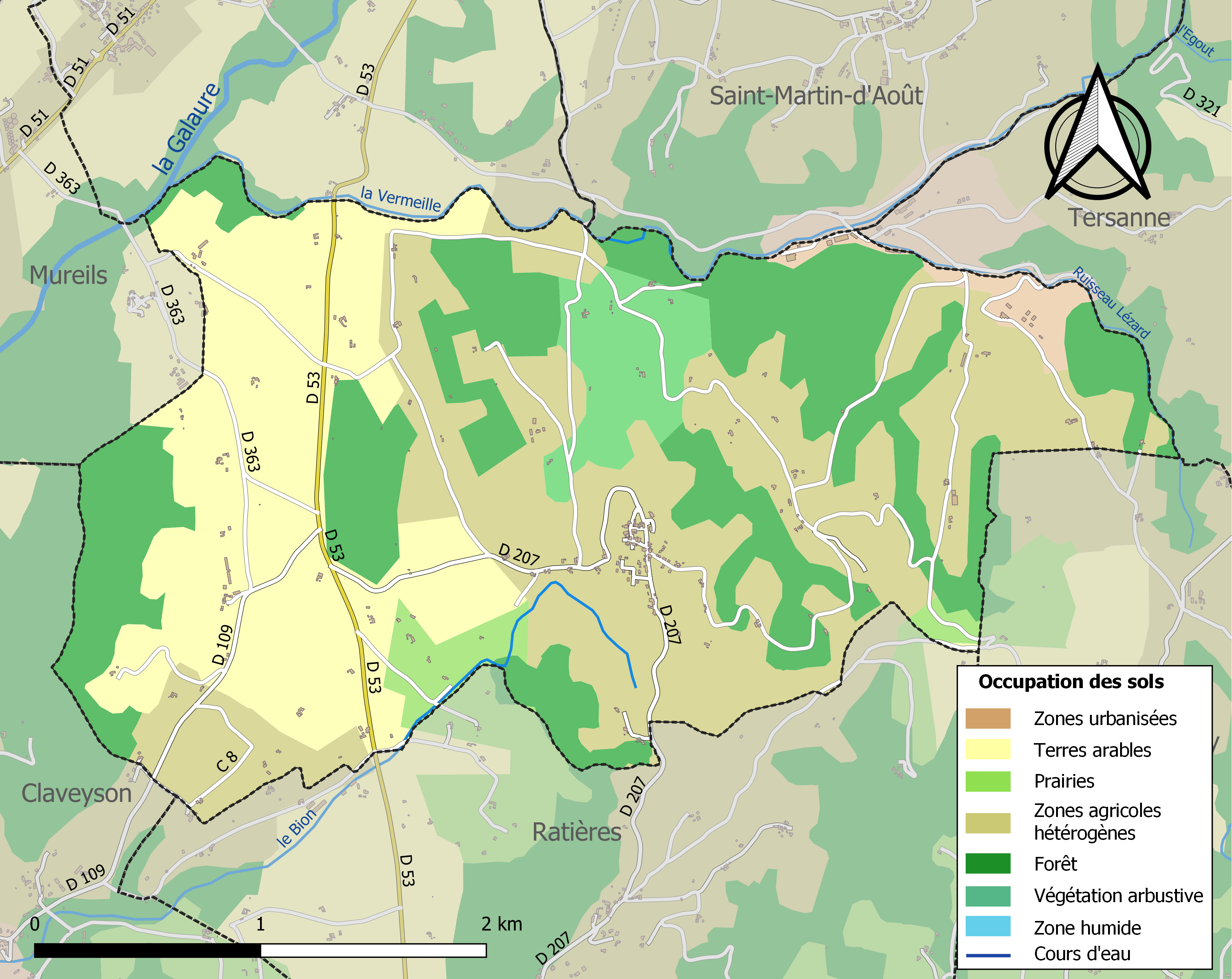
Kaart van de gemeente met belangrijkste infrastructuur, bodemgebruik en omliggende gemeenten

## Demografie
Onderstaande figuur toont het verloop van het inwonertal (bron: INSEE-tellingen).